# Oliveira, l'Architecte
Oliveira, l'architecte (título português: Oliveira, o arquitecto) é um documentário televisivo luso-francês de 1993, realizado por Paulo Rocha. Com produção executiva de Janine Bazin e André S. Labarthe, trata-se de um episódio do longevo programa de televisão francês Cinéma, de notre temps, que traça o perfil da vida de realizadores de cinema. Este documentário apresenta depoimentos do realizador Manoel de Oliveira, sobre a sua vida e obra, intercalados com imagens de arquivo dos seus filmes, com João Bénard da Costa a intervir como entrevistador. 
Para além do corte original para televisão, de 58 minutos de duração, foi editado um corte teatral de 76 minutos. Oliveira, o arquitecto foi rodado no verão de 1992 e apresentado a 14 de agosto de 1993 no Festival de Cinema de Locarno, antes de ser transmitido pela primeira vez em televisão no canal Arte, em 28 de março de 1994.

## O filme na sérieCinéastes de notre temps
Oliveira, o arquitecto é um dos 92 documentários da série Cinéastes de notre temps, iniciada em 1966 por André S. Labarthe (interrompida em 1972, a série foi retomada em 1989 com o título Cinéma, de notre temps). Cada filme é dedicado a uma personalidade do mundo do cinema ou a um movimento cinematográfico. Neste episódio, o realizador Paulo Rocha, em colaboração com João Bénard da Costa, dedica o seu filme a Manoel de Oliveira com quem tinha trabalhado como assistente. Rocha viria a repetir a colaboração com a série francesa ao realizar o documentário Shohei Imamura, le libre penseur.

## Enredo
A entrevista de João Bénard da Costa a Manoel de Oliveira inicia-se com o relato pelo realizador da história de um amigo que se suicidou. Discute de seguida o seu relacionamento com o sexo oposto, intercalado com o excerto de um filme mudo em que participa como ator. Oliveira faz reminiscências da figura do seu pai e comenta como as suas interpretações em cinema contribuíram para o início da carreira de realizador. Quando Oliveira relata factos da sua vida familiar e comenta a sua paixão por automóveis, são intercaladas imagens a preto e branco da Terceira Exposição Internacional de Automóveis, Aviação e Sports, realizada no Palácio de Cristal (Porto) em maio de 1924.
O filme apresenta planos de um prospecto a anunciar vários filmes de Manoel de Oliveira, incluíndo o filme Amor de Perdição, realizado na produtora Invicta Filmes. Oliveira compara a cinematografia europeia e americana e as razões que o levaram a enveredar pela realização. Na Ponte de Dom Luís (Porto), o realizador comenta as circunstâncias de produção do seu primeiro filme. Comenta como O Pintor e a Cidade marcou o momento em que começou a apreciar planos mais longos. Apresentam-se imagens de automobilismo, da Segunda Rampa do Gradil, em que Manoel de Oliveira ganha a etapa ao volante de um automóvel Edford.
A esposa, Maria Isabel, em casa de ambos no Douro, aborda as implicações para a sua vida de ter casado com um realizador. Oliveira conta o episódio que inspirou o filme Angélica, que não havia terminado (o filme viria a ser produzido em 2010; ver O estranho caso de Angélica). Leonor Silveira junta-se ao realizador. Na Cinemateca Portuguesa, João Bénard da Costa questiona Manoel de Oliveira sobre os seus critérios de escolha de atores para desempenharem um papel em determinado filme. O realizador exprime a sua opinião sobre a importância do argumento de uma película cinematográfica.

#### Excertos de filmes
Os momentos de entrevista a Manoel de Oliveira, são intercalados ao longo do documentário com excerto dos seguintes filmes:
- Douro, faina fluvial (1931);
- A canção de Lisboa (1933);
- Acto da Primavera (1963);
- A caça (1964);
- O passado e o presente (1972);
- Amor de perdição (1978);
- O meu caso (1987);
- Os canibais (1988);
- Non, ou a vã glória de mandar (1990);
- Vale Abraão (1993).[10]

## Elenco
- Manoel de Oliveira
- João Bénard da Costa / Duarte d'Almeida
- Leonor Silveira
- Maria Isabel Oliveira[12]

## Equipa técnica
- Realização e argumento: Paulo Rocha.[13]
- Fotografia: Elso Roque.[14]
- Música: Paulo Brandão.
- Editor: Victor Moreira.
- Direção de som: Gita Cerveira.
- Mistura de som: João Gaspar.
- Assistente de realização e anotação: Júlia Buisel.
- Direção de produção: Manuel Guanilho.
- Caracterização: Maria Tereza Trabulo.

## Produção
Oliveira, o arquitecto é uma longa-metragem de 1993 entre Portugal e França, falada em português, com a produção de Audiovisuel Multimedia International Production, Institut National de l'Audiovisuel, do canal português Rádio Televisão Portuguesa, do canal franco-alemão La Sept / ARTE e participação financeira de CNC e Procirep. A obra foi editada em duas versões: um Corte televisivo (de 58 minutos de duração), e um Corte teatral (de 76 minutos).

### Desenvolvimento
Janine Bazin e André S. Labarthe contactaram Paulo Rocha desde Paris, propondo-lhe uma colaboração sua para a série Cinéma, de notre temps através de um documentário sobre Manoel de Oliveira. Consideravam que, uma vez que havia sido assistente de Oliveira, Rocha se encontrava numa posição privilegiada para fazer este tipo de retrato. Rocha aceitou, justificando-o do seguinte modo: "Há muito que devia isso a ele e a mim mesmo, e foi uma oportunidade de ir à procura das raízes portuguesas do nosso cinema, que geralmente são subestimadas. Eu não queria fazer nada educacional, como um retrato ilustrativo. Queria um ramo de flores venenosas, uma explosão de aplausos ao velho mestre canibal." Rocha viria a convidar João Bénard da Costa para participar no documentário, dada a relação muito próxima de ambos e o facto de o cinéfilo ter atuado em mais de uma dezena de longas-metragens de Manoel de Oliveira, sob o pseudónimo de Duarte d’ Almeida.

### Rodagem
As gravações decorreram no verão de 1992, ao longo de uma semana, durante um interregno de pré-produção de Vale Abraão, cuja rodagem se iniciaria no mês seguinte.

## Distribuição
Apesar de ser um projeto para o canal La Sept / ARTE, o Corte televisivo de Oliveira, o arquitecto viria a estrear primeiro na edição de 1993 do Festival Internacional de Cinema de Locarno, a  14 de agosto. O lançamento do Corte teatral em Portugal foi na Cinemateca Portuguesa, a 14 de outubro de 1993. Em televisão, o canal Arte exibiu o episódio a 28 de março de 1994 e, em Portugal,   a estreia na RTP2 decorreu a 10 de setembro de 1995.
O documentário foi igualmente selecionado para sessões de retrospetiva de Manoel de Oliveira ou Paulo Rocha, em festivais internacionais de cinema, como o 13° Festival Internazionale Cinema Giovani (novembro de 1995), o18° Torino Film Festival (novembro de 2000) e o Marseille International Film Festival (2015).
Em 1994, Oliveira, o arquitecto foi lançado em DVD, numa edição que inclui dois outros episódios de Cinéma, de notre temps: Abel Ferrara, not guilty e Philippe Garrel, portrait d'un artiste. A longa-metragem encontra-se disponível no serviço de streaming RTP Arquivos.

## Crítica
Atribuindo 4 estrelas numa crítica positiva ao filme, os editores da a plataforma VPro Cinema destacam que "Rocha não fez do retrato do amigo e colega um documentário comum, mas uma obra pessoal, quase experimental."